# Heinrich Leonhard Kolb
Heinrich Leonhard Kolb (* 8. Januar 1956 in Babenhausen) ist ein deutscher Politiker (FDP). Er war von 1992 bis 1998 Parlamentarischer Staatssekretär beim Bundesminister für Wirtschaft und von 2009 bis 2013 stellvertretender FDP-Bundestagsfraktionsvorsitzender.

## Leben und Beruf
Nach dem Abitur am Bachgaugymnasium in Babenhausen absolvierte Kolb ein Studium des Wirtschaftsingenieurwesens an der Technischen Hochschule Darmstadt, welches er als Diplom-Wirtschaftsingenieur beendete. 1988 erfolgte seine Promotion bei Hans Knoblich zum Dr. rer. pol. an der Universität Göttingen mit der Arbeit „Marketing für Zulieferunternehmen“.
Kolb ist Gesellschafter und Geschäftsführer der Firma Kolb Holding GmbH in Babenhausen, eines mittelständischen Unternehmens der Metallindustrie. Das operative Geschäft ist dabei in die Tochter-Gesellschaften Kolb Zulieferung GmbH und Kolb Metallverarbeitung GmbH ausgegliedert.
Heinrich Leonhard Kolb hat drei Kinder.

## Partei
Im Jahr 1983 trat Kolb in die FDP ein. Von 1990 bis 2002 war er Vorsitzender des FDP-Kreisverbandes Darmstadt-Dieburg. Von 2004 bis 2014 war er Vorsitzender des Bezirksverbandes Südhessen-Starkenburg. Von 2005 bis 2014 war er außerdem stellvertretender Landesvorsitzender der FDP Hessen. Kolb ist Mitglied im Schaumburger Kreis, einem Zusammenschluss des liberal-konservativen Wirtschaftsflügels in der FDP. Kolb war außerdem Bundesvorsitzender der Bundesvereinigung Liberaler Mittelstand e. V.

## Abgeordneter
Von 1989 bis 1992 war er Vorsitzender der FDP-Fraktion und des Haupt- und Finanzausschusses der Stadtverordnetenversammlung Babenhausen.
Von 1990 bis 2013 war Kolb Mitglied des Bundestages. Dort war er ab 2002 Vorsitzender des Arbeitskreises Arbeits- und Sozialpolitik, Gesundheitspolitik, Familien-, Senioren-, Frauen- und Jugendpolitik der FDP-Bundestagsfraktion. Am 26. Oktober 2009 wurde Kolb von der Bundestagsfraktion der FDP zum stellvertretenden Vorsitzenden gewählt.
Heinrich Leonhard Kolb zog stets über die Landesliste Hessen in den Bundestag ein. Durch das Scheitern seiner Partei an der Fünf-Prozent-Hürde bei der Bundestagswahl 2013 war er im 18. Bundestag nicht mehr vertreten.

## Öffentliche Ämter
Am 15. September 1992 wurde Kolb als Parlamentarischer Staatssekretär beim Bundesminister für Wirtschaft in die von Bundeskanzler Helmut Kohl geführte Bundesregierung berufen. Gleichzeitig war Kolb Mittelstandsbeauftragter der Bundesregierung. Nach der Bundestagswahl 1998 schied er am 26. Oktober 1998 aus dem Amt.

## Nebeneinkünfte
Kolb führt neben seinem Abgeordnetenmandat ein mittelständisches metallverarbeitendes Unternehmen und gehört zu den neun Bundestagsabgeordneten, die gegen die zwangsweise Veröffentlichung ihrer Nebeneinkünfte nach der 2005 verabschiedeten Novelle des Abgeordnetengesetzes vor dem Bundesverfassungsgericht klagten und dort scheiterten.

## Kabinette
- Kabinett Kohl IV – Kabinett Kohl V